# Michael Nungesser
Michael Nungesser (* 12. April 1950 in Darmstadt; † 4. Januar 2022) war ein deutscher Kunstwissenschaftler, Autor und Übersetzer. Er machte sich vor allem mit zahlreichen Schriften und Ausstellungen über lateinamerikanische Kunst und Kunst im öffentlichen Raum einen Namen.

## Leben
Nungesser wurde 1950 in Darmstadt als Sohn von Gisela Feldmann und Thilo Wilhelm Nungesser geboren. Ab 1956 besuchte er die Grundschule und anschließend das Max-Planck-Gymnasium in Ludwigshafen, wo er 1968 das Abitur ablegte. Von 1968 bis 1970 studierte er Kunstgeschichte, Archäologie und Germanistik  an der Johann Wolfgang Goethe-Universität in Frankfurt am Main, von 1970 bis 1973 Kunstgeschichte, Neuere Geschichte und Neuere Deutsche Geschichte an der Freien Universität Berlin und von 1973 bis 1977 Kunstwissenschaft an der Technischen Universität Berlin fort, wo er 1977 seinen Magister-Artium-Abschluss erlangte.
Ab 1980 war er als freier Mitarbeiter für verschiedene Zeitschriften tätig und ab 1996 freier Mitarbeiter des Allgemeinen Künstlerlexikons. Nungesser schrieb ab 2016 für De Verdad Digital in spanischer Sprache.
Nungesser war Mitglied der deutschen Sektion des Internationalen Kunstkritikerverbandes AICA. Er lebte und arbeitete in Berlin.

## Bücher (Auswahl)
- Das Denkmal auf dem Kreuzberg von Karl Friedrich Schinkel. (Katalog zur Ausstellung „Das Denkmal auf dem Kreuzberg von Karl Friedrich Schinkel“ im Kunstamt Kreuzberg/Bethanien, 25. April – 7. Juni 1987), Berlin : Arenhövel, 1987 ISBN 3-922912-19-2
- Berliner Mauer-Kunst : mit East Side Gallery = Berlin wall art  Fotos: Heinz J. Kuzdas, Text: Michael Nungesser. Berlin : Espresso-Verlag 2006 (9. Auflage), ISBN 3-88520-634-X
- Mural Art : Wandmalerei ; Berlin, Los Angeles, México, D.F. Fotos Heinz J. Kuzdas, Text Michael Nungesser, Berlin : Schwarzkopf und Schwarzkopf 1994, ISBN 3-929139-59-6